# Power broker
Un power broker è un mediatore politico che esercita la sua influenza inducendo la gente a votare per un particolare soggetto o posizione politica (ad esempio nelle elezioni o nei referendum) in cambio di vantaggi politici o finanziari. Un power broker può anche negoziare accordi tra forze politiche contrapposte per soddisfare gli obiettivi politici di entrambe le parti.

## Uso del termine
Il termine è stato attribuito al Presidente della Repubblica Italiana Giorgio Napolitano da un editoriale del 2 dicembre 2011 del New York Times , per il ruolo di paziente mediatore da lui svolto nel corso della crisi politica del 2011, che ha consentito la transizione tra il governo di Silvio Berlusconi a quello di Mario Monti.